# Noix pâtissière
 (novembre 2015).
Si vous disposez d'ouvrages ou d'articles de référence ou si vous connaissez des sites web de qualité traitant du thème abordé ici, merci de compléter l'article en donnant les références utiles à sa vérifiabilité et en les liant à la section « Notes et références ».
La noix pâtissière est une pièce de viande de veau provenant de la partie antérieure de la cuisse. Faible en lipides, très tendre et facile à digérer, elle est intéressante pour les régimes amaigrissants et pour les personnes en convalescence. En cuisine, elle est utilisée en rôti et en escalope. C'est une viande de première catégorie.